# Kleimarsch
Die Kleimarsch (auch: kalkfreie Marsch) erhielt ihren Namen von ihrer typischen Bodenart, dem Klei. Sie ist ein Bodentyp der Jungmarschen aus holozänen, maritimen Ablagerungen. Es handelt sich um mindestens 40 cm tief entkalkte Marschböden, die durch Entkalkung aus der Kalkmarsch hervorgegangen sind. Entwässert bringen sie gute Erträge. Dieser Boden ist charakteristisch für die Marschgebiete der niedersächsischen Küstenregion. In der Deutschen Bodensystematik wird er der Abteilung der semiterrestrischen Böden der Klasse M (Marschen) zugeordnet. Die Abkürzung des Bodentyps lautet MN.

## Entstehung und Verbreitung
Die Entstehung einer Kleimarsch folgt den gleichen Schritten wie der Kalkmarsch: Aus dem periodisch vom Tidenhub überschwemmten Watt gehen nur noch episodisch überflutete Rohmarschen hervor. Sobald diese endgültig, z. B. durch Eindeichung, aus dem Gezeitenbereich herauswachsen, entwickeln sie sich zur Kalkmarsch. Wenn diese durch beständige Niederschläge und chemische Verwitterung tiefgründig entkalkt ist, spricht man vom Bodentyp der Kleimarsch.
Da sie stärker entkalkt sind als Kalkmarschen, sind sie älter als diese (ca. 300 bis 600 Jahre). Sie zählen allerdings noch zu den Jungmarschen. Der Bodenentwicklung nach müssen sich die momentan vorhandenen Kalkmarschen in den nächsten 300 Jahren zu Kleimarschen weiterentwickeln.
Wie fast alle Jungmarschen sind auch Kleimarschen vor allem auf die Landgewinnung zurückzuführen. Während Kalkmarschen immer direkt hinter den Deichen liegen, befinden sich die Kleimarschen auf älteren Landgewinnungen und somit hinter historischen Deichlinien, die teilweise weit im Hinterland liegen können.
Im globalen Maßstab ist der Anteil an Marschlandflächen eher gering. Eines der größten zusammenhängenden Gebiete erstreckt sich in Mittel- und Westeuropa entlang der Nordseeküste im Abschnitt von Süddänemark bis Westflandern. Daneben besteht beispielsweise auch die Ostküste von England anteilig aus Marsch (zum Beispiel anliegend am Gezeitenbecken des Ästuars The Wash).

## Horizontfolge
Eine Jungmarsch ist in der KA5 als Kleimarsch definiert, wenn die obersten 40 cm des Bodens entkalkt sind. Die ebenfalls gängige Bezeichnung kalkfreie Marsch ist eher irreführend, da es unterhalb dieser Grenze durchaus noch Kalk geben kann. Die Horizontierung entspricht bis auf den Kalkgehalt dem der Kalkmarsch. Neben einem Oberbodenhorizont (A-Horizont) treten mindestens zwei grundwasserbeeinflusste Horizonte (G-Horizonte) auf. Der Grundwassereinfluss muss in den ersten 40 cm beginnen.
In der internationalen Bodenklassifikation World Reference Base for Soil Resources (WRB) werden Marschen nicht eigens unterschieden. Sie gehören dort zu anderen wasserbeeinflussten Bodengruppen. Die Kleimarschen fallen in die Referenzbodengruppe der Gleysole. Möglich sind die Principal Qualifier Thionic, Mollic, Umbric, Dystric und Eutric.
Horizontierung: Ah/Go/(z)(e)Gr
- Das 'e' steht für mergelig und deutet auf den Kalkanteil durch Muschelschalen. Wegen der Entkalkung ist diese Eigenschaft auf tiefere Bodenregionen beschränkt.
- Das 'z' bedeutet salzhaltig. Wegen der Aussüßung ist Salz auf tiefere Horizonte beschränkt. Es liegt nur in marinen Kleimarschen vor (siehe Subtypen).
- Ap bzw. Ah – Der Oberboden ist durch eine braun-schwarze Färbung gekennzeichnet. Die Textur ist tendenziell feinkörnig mit oft hohen Tonanteilen. Der Horizont ist gut durchwurzelbar und stark belebt. Er ist ausgesüßt, belüftet und hat ein stabiles Gefüge. Ah-Horizonte ('A' – Oberboden; 'h' – humos) sind selten, da Kleimarschen eigentlich immer landwirtschaftlich genutzt werden. In der Regel kann von einem Ap ('A' – Oberboden; 'p' – gepflügt) ausgegangen werden. Die Tiefe des Horizonts beträgt wegen der Pflugtiefe etwa 30 cm.
- Go – Unter dem belüfteten Oberboden folgt ein vom Grundwasser beeinflusster G-Horizont, in dem allerdings noch Oxidationsprozesse vorherrschen ('o' – oxidativ). In ihm laufen Prozesse der Vergleyung ab. Er weist rotbraune Rostflecken auf muss in den obersten 40 cm beginnen. Wegen der zeitlich längeren Entwicklung reicht der oxidative Bereich tiefer als es in den Kalkmarschen der Fall war.
- Gr – Bis zum pleistozänen Untergrund schließt sich ein weiterer grundwasserbeeinflusster Horizont an, in dem reduktive Prozesse ('r') dominieren. Die dunkle, nahezu schwarze Farbe entsteht durch das hier noch in großen Mengen vorliegende Eisensulfid. Der Gr-Horizont beginnt wegen der gestiegenen Belüftung tiefer als in den Kalkmarschen.

Teilweise sind Übergänge zwischen Go und Gr möglich (Gor bzw. Gro).
Subtypen
Das Wasser, das im Boden schwankt, kann Salz- und Süßwasser sein oder auch brackig. Dies ist in Flussdeltas häufig der Fall. In der KA5 werden drei Subtypen unterschieden:
- Normkleimarsch: tmAh… 'tm' steht für tidal-marin. Die Sedimente stammen aus dem Tidenhub des Meeres (Typische Kleimarsch).
- Brackkleimarsch: tbAh… 'tb' steht für tidal-brackisch. Die Sedimente stammen aus dem Tidenhub der Brackwasserzonen.
- Flusskleimarsch: tpAh… 'tp' steht für perimarin (tidal-fluviatil). Die Sedimente stammen aus dem Tidenhub eines Flusses.

## Eigenschaften
Die Kleimarsch ist die zeitliche Folge einer Kalkmarsch. Demnach sind ihre Eigenschaften auch sehr ähnlich zu denen des Vorgängertyps:
Die Sedimentpakete aus Schlick reichen bis zum pleistozänen Untergrund. Die Bodenentwicklung ist weit fortgeschritten, so dass ein tiefgründig lockeres, stabiles Krümelgefüge entstand, das leicht zu bearbeiten ist.
Die Bodenart der Kleimarsch, die auch als Klei bezeichnet wird, ist tendenziell feiner (toniger) als die der Kalkmarsch. Da die Flächen weiter landeinwärts liegen, wurden dort bei Sturmfluten feinere Sedimente abgelagert als direkt an der Küste. Sie kann von Feinsand bis zu Schluff und Ton reichen, wobei einzelne Schichten meist nur eine Körnung haben (Sturmflutschichtung). Wie auch bei den Kalkmarschen sorgen die im gesamten Sedimentpaket vorliegenden organischen Substanzen für ein intensives Bodenleben mit viel Grabeaktivität (Bioturbation). Vor allem die jahrelange Tätigkeit von Regenwürmern schwächt die einst deutliche Sturmflutschichtung ab, so dass sie örtlich beginnt zu verschwinden. Die pH-Werte des Bodens sind, trotz der vollständigen Entkalkung der obersten 40 cm, noch leicht erhöht. Sie sind aber bereits niedriger als in den Kalkmarschen.
Nach vielen Jahrhunderten der Entwässerung ist die Belüftung weit fortgeschritten, so dass der Go-Horizont sehr mächtig geworden ist. Die im Watt in großen Mengen gebildeten schwarzen Eisensulfide oxidieren unter Sauerstoffzufuhr und sind deshalb bis in große Tiefe nicht mehr nachweisbar. In den bereits vollständig von Eisensulfiden befreiten Bodenhorizonten ist die Schwefeldynamik der Marschen damit beendet.
Kleimarschen sind sehr schwer aber ebenso sehr fruchtbar, da sie einen hohen natürlichen Nährstoffgehalt, eine hohe Fähigkeit Nährstoffe zu binden (Kationenaustauschkapazität), eine sehr gute Wasserversorgung (nutzbare Feldkapazität) und eine gute Belüftung bietet. Zusammenfassend stellen sie sehr gute Standorte dar, die allerdings wegen ihrer Entkalkung etwas geringwertiger als die Kalkmarschen sind. Die durchschnittlichen Bodenwertzahlen liegen um 65 bis 70.

## Nutzung
Da Kleimarschen sehr fruchtbar sind, waren die Höfe und die sie bewohnenden Bauern im Normalfall vergleichsweise reich. In den Küstengebieten galt für Mädchen der Ratschlag, dass sie sich auf Dorffesten die Männer mit „Klei an den Stiefeln“ schnappen sollten, da diese wahrscheinlich die vermögendsten wären. Kleimarschen werden, wann immer es möglich ist, intensiv ackerbaulich genutzt.

## Kleimarsch in der Literatur
Literarisch hat ihm Theodor Storm in seiner Novelle Der Schimmelreiter ein Andenken gesetzt, in dem er Deichgraf Hauke Haien als sicherer Boden unter den Füßen gilt:
„Hoiho!“ schrie er laut in die Nacht hinaus; aber die draußen kehrten sich nicht an seinen Schrei, sondern trieben ihr wunderliches Wesen fort. Da kamen ihm die furchtbaren norwegischen Seegespenster in den Sinn, von denen ein alter Kapitän ihm einst erzählt hatte, die statt des Angesichts einen stumpfen Pull von Seegras auf dem Nacken tragen; aber er lief nicht fort, sondern bohrte die Hacken seiner Stiefel fest in den Klei des Deiches und sah starr dem possenhaften Unwesen zu, das in der einfallenden Dämmerung vor seinen Augen fortspielte. „Seid ihr auch hier bei uns?“ sprach er mit harter Stimme; „Ihr sollt mich nicht vertreiben!“